# Cryptochloa
Cryptochloa là một chi thực vật có hoa trong họ Hòa thảo (Poaceae).

## Loài
Chi Cryptochloa gồm các loài: